# 埃琳·鲁本松
埃琳·鲁本松（瑞典語：Elin Rubensson，1993年5月11日—），瑞典女子足球运动员。她曾代表瑞典参加2016年夏季奥林匹克运动会足球比赛，获得一枚银牌。她也随国家队参加了2015年和2019年国际足联女子世界杯。